# Molenlaankwartier
Het Molenlaankwartier maakt deel uit van het Rotterdamse stadsdeel Hillegersberg-Schiebroek en is gelegen in de Boterdorpse polder. Het is een groene wijk, doorsneden door singels, die vanaf de jaren twintig in ontwikkeling is gekomen aan weerszijden van de Molenlaan in Hillegersberg, een weg die al op een zeventiende-eeuwse kaart voorkomt. Er is een klein winkelcentrum aan de Van Beethovensingel. De adressen met de één na hoogste inkomens van Rotterdam bevinden zich in deze wijk.
Het onderliggende uitbreidingsplan werd 'Gedaan in de openbare vergadering van den Raad der Gemeente Hillegersberg den 7 September 1920'. Of 1921: op het besluit (Stadsarchief Rotterdam) lijkt de 1 doorgehaald te zijn met een 0.
Aan de noordzijde wordt de wijk begrensd door het in Bergschenhoek gelegen Lage Bergse Bos; aan de zuidelijke rand daarvan wordt tot 2025 de verlenging van de autosnelweg A16 naar de A13 aangelegd.
Op initiatief van raadslid R. Lermer van Leefbaar Bergschenhoek, (later opgegaan in Leefbaar3B) werd in 2002 een motie niet horen, niet zien, niet ruiken aangenomen om deze nieuwe verbindingsweg ondergronds aan te leggen. Dit uitgangspunt werd later door de rijksoverheid om financiële reden afgezwakt naar een in het landschap passende, half verdiepte bak.

## Scholen
In het Molenlaankwartier zijn zes basisscholen gevestigd, alsmede de TooropMavo, het Sint-Laurenscollege, de Japan School of Rotterdam en de American International School of Rotterdam.

## Kerken
Aan het Liduinaplein staat de katholieke Sint-Liduinakerk, met een Heilig Hartbeeld voor de pastorie. De PKN beschikt sedert september 2016 over de Fonteinkerk aan de Terbregselaan. De kerk is gebouwd op de locatie waar voordien de Messiaskerk stond. Die in 1960 gebouwde Messiaskerk aan de Debussylaan werd, behoudens de klokkentoren, in 2014 gesloopt; de Salvatorkerk aan de Mozartlaan is in 2016 bij de opening van de Fonteinkerk aan de protestantse eredienst onttrokken en is gesloopt; op de locatie is tegenwoordig een zorgcentrum - Martha Flora Zorgvilla - gevestigd. Aan de Bachlaan is een Joods cultureel centrum.

## Straatnamen
De straten met namen van vogels ten noorden van Molenlaan dateren van voor 1940. Na de oorlog werden eerst, in de jaren vijftig, bekende buitenlandse klassieke componisten vernoemd, terwijl in de jaren zestig Nederlandse componisten werden vernoemd. Ten zuiden van de Molenlaan is aanvankelijk gekozen voor namen van schilders (onder anderen Breitner, Henk Chabot, Jacob Maris, Mauve, Adriaan van der Plas, Marius Richters). In de aanloop naar de annexatie van Hillegersberg door Rotterdam werden enige lokale bestuurders uit de tijd dat Hillegersberg nog een zelfstandige gemeente was, vernoemd, onder meer om naamdoublures met Rotterdam te voorkomen; zo heette de Burgemeester F.H. van Kempensingel voordien Bergsingel, een naam die in Rotterdam al voorkwam. Deze burgemeester Van Kempen werd tijdens zijn leven (dat kan heden ten dage niet meer) al vernoemd: hij overleed in 1966. Voorts werden de gemeentesecretaris Van Ballegooij en de wethouders Breedveld en Dijkshoorn vernoemd. De burgemeesters Le Fèvre de Montigny – de straatnaam is dermate lang dat er twee paaltjes nodig zijn om het straatnaambord te dragen – en jhr. V.H. de Villeneuve waren al in de jaren twintig met een straatnaam geëerd.

## Vervoer
Sinds 1929 werd de wijk door een tramlijn met het centraal station verbonden: lijn 4, tot november 1967 14 genummerd. Over de Molenlaan rijdt buslijn 35 (Melanchtonweg – station Alexander); tot in de jaren zestig, voor de bouw van de wijk Ommoord, reed deze bus onder nummer 46 tot net over de Prinses Irenebrug naar Terbregge. Over de Grindweg rijdt buslijn 174 die station Noord via het Kleiwegkwartier, Schiebroek en de 110-Morgen met Bergschenhoek en het Randstadrailstation Berkel Westpolder verbindt.

## Sport
Aan het Duivenpad ligt het sportpark Duijvesteijn waar de Rotterdamse Rugbyclub en de Voetbalvereniging Hillegersberg gevestigd zijn.